# Алфред Моисиу
Алфред Спиро Моисиу (на албански: Alfred Spiro Moisiu) е бивш президент на Албания. На тази длъжност е от 24 юли 2002 до 24 юли 2007 г.
Моисиу е роден в Шкодра на 1 декември 1929 г. Баща му е Спиро Моисиу.
През периода 1943 – 1945 г. взема участие във войната за албанско освобождение срещу германската окупация. През 1946 г. е изпратен да следва в СССР. През 1948 г. завършва Военната академия в Ленинград (днешен Санкт Петербург). Служи в Тирана като взводен командир в Академията на обединените офицери (1948 – 1949) и като преподавател във Военната академия (1949 – 1951). От 1952 до 1958 г. следва във Военно-инженерната академия в Москва, която завършва със златен медал.
Завръщайки се в Албания, Моисиу продължава своята военна кариера в инженерния отдел на Министерството на отбраната. От 1967 до 1968 г. е на висши курсове в Академията на отбраната, Тирана. По същото време е командир на понтонна бригада в Кавая (1966 – 1971). През 1971 г. става началник на отдел „Инженерство и укрепления“ в Министерството на отбраната.
Владее руски, италиански и английски. Написал е много статии и научни трудове по въпроси, свързани с военното дело, отбраната и сигурността.